# Kristers Aparjods
Kristers Aparjods, né le 24 février 1998 à Sigulda (Lettonie), est un lugeur letton.

## Palmarès

### Jeux olympiques
- Médaille de bronze en relais par équipes aux JO 2022 de Pékin.

### Championnats du monde
- médaille d'argent en relais en 2020.
- médaille de bronze en relais en 2023 et 2024.
- médaille de bronze en sprint en 2024.

### Coupe du monde
- Meilleur classement général : 2e en 2024.
- 19 podiums en simple : 
  - en classique : 5 victoires, 4 deuxièmes places et 8 troisièmes places.
  - en sprint : 2 deuxièmes places.
- 19 podiums en relais : 7 victoires, 5 deuxièmes places et 7 troisièmes places.

### Championnats d'Europe
- Médaille d'or par équipe aux Championnats d'Europe de luge 2023 de Sigulda.
- Médaille d'or par équipe aux Championnats d'Europe de luge 2022 de Saint-Moritz.
- Médaille d'argent en simple aux Championnats d'Europe de luge 2022 de Saint-Moritz.
- Médaille de bronze en simple aux Championnats d'Europe de luge 2019 de Oberhof.
- Médaille de bronze par équipe aux Championnats d'Europe de luge 2020 de Lillehammer.
- Médaille de bronze en simple aux Championnats d'Europe de luge 2023 de Sigulda.